# Ченто (град)
Чѐнто (на италиански: Cento, на местен диалект Zänt, Цент) е град и община в Северна Италия, провинция Ферара, регион Емилия-Романя. Разположен е на 15 m надморска височина. Населението на града е 35 160 души (към 2010 г.).